# Owen Chadwick
William Owen Chadwick (20 de mayo de 1916 - 17 de julio de 2015) fue un profesor, escritor, clérigo anglicano y destacado historiador británico especializado en la Historia del cristianismo. 
Fue maestro en el Selwyn College y en la Universidad de Cambridge. Su hermano mayor era Henry Chadwick, también un destacado historiador sobre la historia primitiva de la Iglesia y anteriormente deán de la Iglesia de Cristo, en la Universidad de Oxford. Su hermano menor era John Chadwick, un diplomático británico que fue embajador en Rumanía.

## Biografía
Chadwick asistió a la escuela Tonbridge y al St. John´s College, en Cambridge, donde destacó en el rugby y recibió un título de graduado en Historia; posteriormente asistió al Ripon College Cuddesdon (un instituto teológico) y fue ordenado diácono y sacerdote de la Iglesia de Inglaterra.
Después de la Segunda Guerra Mundial (período en el que trabajó en el Wellington College de Bershire), fue nombrado académico del Trinity Hall en Cambridge en 1947. Fue elegido maestro del Selwyn College en 1956, retirándose en 1983. En 1958 fue nombrado profesor de Historia Eclesiástica y participó en la Comisión de Iglesia y Estado (1967-1971).
En 1968 fue elegido profesor regio de Historia Moderna en Cambridge, posición que mantuvo hasta 1982 y fue presidente de la Academia Británica a principios de la década de 1980. Como vicecanciller dirigió la Universidad de Cambridge en los momentos turbulentos de finales de la década de 1960 y fue canciller de la Universidad de Anglia del Este entre 1984 y 1994.
En 1982 fue nombrado KBE (Caballero Comandante de la Orden del Imperio Británico). Como clérigo no recibió el título de sir, así que es llamado reverendo Owen Chadwick en lugar de sir Owen Chadwick. Fue elegido para la OM (Orden del Mérito) el 11 de noviembre de 1983.
Escribió muchos libros: sobre la formación del papado en el mundo moderno; sobre Lord Acton; sobre la secularización del pensamiento y la cultura europea; sobre la Reforma; sobre la Iglesia de Inglaterra en el Reino Unido y otros lugares; sobre el Movimiento de Oxford.
Durante un período fue miembro de la Comisión de Manuscritos Históricos.

## Obra
- John Cassian, 1950[7][8][9]
- From Bossuet to Newman, 1957[10][11]
- Victorian Miniature, 1960
- The Reformation, 1964
- The Victorian Church, 1966, 1971[12][13][14]
- The Secularization of the European Mind in the 19th Century, 1976[15][16][17]
- Catholicism and History: The Opening of the Vatican Archives. Cambridge University Press. 1978. ISBN 9780521217088.
- The Popes and European Revolution, 1981[18][19][20][21]
- Britain and the Vatican during the Second World War, 1986[22][23][24]
- Michael Ramsey, 1990[25]
- The Spirit of the Oxford Movement, 1990[26][27][28][29]
- The Christian Church in the Cold War, 1992[30]
- A History of Christianity, 1995
- A History of the Popes 1830–1914, 1998[31][32][33]
- Lord Acton and History, 1999[34]
- The Early Reformation on the Continent, 2001[35][36]